# Schlacht von Chorramschahr
Irakische Invasion (1980)

Entegham – Kaman 99 – Chorramschahr – Sultan 10 – Scorch Sword – Abadan – Kafka – Ashkan – Morwarid – Dezful
Pattsituation (1981)

Tavakol – Susangerd – H-3
Iranische Offensiven zur Befreiung iranischen Territoriums (1981–82)

Samen-ol-A'emeh – Tariq al-Qods – Fath ol-Mobin – Beit ol-Moqaddas – Rückeroberung Chorramschahrs
Iranische Offensiven im Irak (1982–84)

Ramadan/1. Basra – Moslem Ibn Aqil – Muharram ol-Harram – Morgenröte 1 – Morgenröte 2 – Morgenröte 3 – Morgenröte 4 – Morgenröte 5/2. Basra – Kheibar/3. Basra – Kurdenaufstand – Morgenröte 6 – Morgenröte 7 – Hawizeh-Marschland
Iranische Offensiven im Irak (1985–87)

Badr/4. Basra – Morgenröte 8 – 1. al-Faw – Morgenröte 9 – Karbala 1 – Karbala 2 – Karbala 3 – Fath 1 – Karbala 4/5. Basra – Karbala 5/6. Basra – Karbala 6 – Karbala 7 – Karbala 8/7. Basra – Karbala 9 – Karbala10 – Nasr 4
Letztes Kriegsjahr (1988)

Beit ol-Moqaddas 2 – Anfal – Halabdscha – Zafar 7 – Tawakalna ala Allah – 2. al-Faw – Shining Sun – 40 Sterne – Mersad
Tankerkrieg

Earnest Will – Prime Chance – Eager Glacier – Nimble Archer – Praying Mantis
Internationale Vorfälle

Stark – Iran-Air-Flug 655

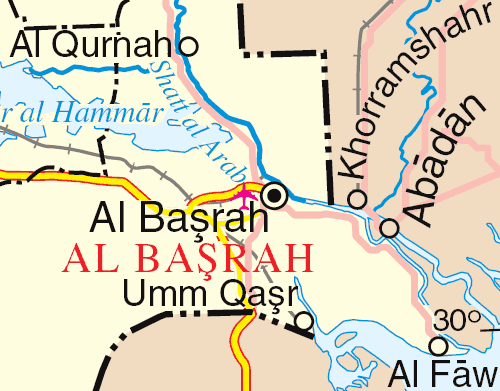
Geographische Lage von Chorramschahr und Abadan

Als Schlacht von Chorramschahr werden die Invasion der iranischen Stadt Chorramschahr durch irakische Truppen am 22. September 1980 und die darauf folgenden Kampfhandlungen bezeichnet. Der Angriff markiert gemeinsam mit den zeitgleich erfolgten Luftangriffen auf iranische Großstädte den Beginn des Iran-Irak-Krieges. Am 24. Oktober fiel Chorramschahr und befand sich bis 1982 unter irakischer Kontrolle. Bei den Kämpfen um die Stadt kamen weit mehr als 10.000 Menschen ums Leben. Chorramschahr wurde daher von den iranischen und irakischen Truppen später in Khunishahr (Stadt des Blutes) umbenannt.

## Strategische Bedeutung
Chorramschahr liegt direkt am Schatt al-Arab, dem Grenzfluss zwischen Irak und Iran. In unmittelbarer Nachbarschaft südöstlich befindet sich Abadan, ein wichtiges Zentrum der iranischen Erdölförderung. Abadan war das Hauptziel der irakischen Armee. Chorramschahr dient mit seinem großen Hafen und aufgrund der guten Straßenanbindung als wichtiger Umschlagspunkt der iranischen Ölindustrie. Unter anderem lief die Ölpipeline, die Abadan mit Teheran und somit dem Großteil des Iran verband, durch Chorramschahr. Da Abadan auf einer Insel zwischen dem Schatt al-Arab und einem Seitenarm des Karun einen gewissen natürlichen Schutz vor einer Invasion genoss, sah es die irakische Strategie vor, über eine Eroberung und Sicherung Chorramschahrs auf dem Landweg von Nordwesten aus nach Abadan zu gelangen.
Kurz vor dem irakischen Angriff kündigte Saddam Hussein das 1975 geschlossene Abkommen von Algier und beanspruchte vollständige Souveränität über den Schatt al-Arab. Die Kontrolle über Chorramschahr und Abadan war für diesen Anspruch von großer Bedeutung, zumal es sich um die einzigen beiden iranischen Großstädte handelte, die weniger als 50 Kilometer von der irakischen Grenze entfernt lagen. Da die irakische Führung in Bagdad die erfolgreiche Eroberung entgegen dem Kampfverlauf bereits wenige Tage nach dem Angriff verkündete, wuchs der Druck auf die Armee die Stadt tatsächlich einzunehmen.

## Schlachtverlauf

Iranisches Kommando

Am 22. September begann die irakische Artillerie vom Westufer des Schatt al-Arab mit dem Beschuss der Gebiete östlich des Flusses. Am Morgen des folgenden Tages überquerte eine Division der irakischen Armee den Schatt al-Arab und erreichte am 25. September ohne große Gegenwehr die nordwestlichen Außenbezirke Chorramschahrs. Die Iraner begannen mit der Evakuierung der Zivilbevölkerung. Zurück blieben neben den Soldaten lediglich freiwillige Verteidiger, größtenteils Pasdaran und Basidsch-e Mostaz'afin, sowie Krankenhauspersonal und Sicherheitskräfte.
Das irakische Artilleriefeuer auf Chorramschahr wurde am 26. September verstärkt und bis zum 28. September beibehalten. Bis zu diesem Zeitpunkt bestand der iranische Widerstand in der Erwiderung des Artilleriefeuers und gelegentlichen Luftangriffen gegen die irakischen Verstärkungs- und Nachschubbemühungen am Schatt al-Arab. In der Nacht zum 30. September versuchten irakische Bodentruppen erstmals die Stadt einzunehmen. Spezialeinheiten drangen gleichzeitig zu Fuß auf dem Landweg und mit kleinen Booten über den Fluss an verschiedenen Stellen ins Stadtinnere ein und erfuhren in zahllosen Häuserkämpfen große Verluste, so dass sie zum Abbruch der Offensive gezwungen waren, nachdem sie den Nordteil der Stadt kontrollierten.
Am 1. Oktober erhielten die iranischen Verteidiger der Stadt per Hubschrauber eine Truppenverstärkung von etwa 2.000 Mann. Die folgenden Tage waren von blutigen Kämpfen geprägt. Die irakische Armee, zahlenmäßig weit überlegen, rückte weiter in die Stadt vor, traf jedoch vielerorts auf erbitterten Widerstand. Es gab zahlreiche kleine Gegenschläge der Iraner, die auch das Artilleriefeuer auf nachrückende irakische Panzer konzentrierten. Die Verluste auf beiden Seiten waren hoch und am 6. Oktober war der Hafen der Stadt in Händen der Iraker, die nun auch von MiGs ihrer Luftwaffe unterstützt wurden. Bis zum 10. Oktober verlagerten sich die Kämpfe mehr und mehr ins Stadtzentrum.
Am 12. Oktober begannen die Iraker eine Offensive gegen die Brücke über den Karun im Osten der Stadt. Die Brücke war die wichtigste Verbindung zu Abadan und wurde von iranischen Widerstandskämpfern und einigen Panzern verteidigt. Die Kämpfe um die Brücke dauerten vier Tage an und endeten in einem Rückzug der Iraner. Zwischen dem 16. und 24. Oktober eliminierten irakische Soldaten die restlichen Iraner auf der Westseite der Brücke. Ende Oktober befand sich Chorramschahr vollständig in irakischer Hand. Die verbliebenen Iraner zogen sich nach Abadan zurück und die Iraker begannen mit der Vorbereitung der Belagerung von Abadan. Chorramschahr blieb bis zur iranischen Rückeroberung 1982 unter irakischer Kontrolle.